# مهدي بن علي الحميري
مهدي بن علي بن مهدي الرعيني الحميري أحد إباضية اليمن، ولد في زبيد. يُعد مهدي ثاني ملوك دولة بني مهدي في شمال اليمن. تولى الملك بعد وفاة أبوه علي بن مهدي الحميري عام 554 هـ وجعل يغزو التهائم، واستقر في أعالي اليمن. كان مهدي فتاكًا جبارًا نهابًا، أغار على لحج ثلاث مرات، وقتل كثير من أهلها. مات في زبيد عام 559 هـ الموافق 1164م.